# Viktor Leljak
Viktor Leljak (Zagreb, 29. siječnja 1900. – Zagreb, 5. ožujka 1982.) je bio je hrvatski kazališni, televizijski i filmski glumac i redatelj.

## Životopis
Viktor Leljak je jedan od prvih hrvatskih filmskih umjetnika. Prije filmske, ostvario je i kazališnu karijeru, koju je započeo 1918., kad je osnovao svoju amatersku družinu Jug, kojoj je prva izvedba bilo Galovićeva naturalistička seoska drama Mati.
Glumačku je karijeru potom ostvario u HNK. U toj dugogodišnjoj karijeri je ostvario velik broj uloga, i to ne samo dramskih, nego i baletnih i operetnih.

## Filmografija

### Televizijske uloge
- "Gruntovčani" kao skladištar Kupec (1975.)
- "Kuda idu divlje svinje" kao seljak s košarom (1971.)

### Filmske uloge
- "Pravednik" (1974.)
- "Gorčina u grlu" (1973.)
- "Hranjenik" kao logoraš (1970.)
- "Baština" (1969.)
- "Dvostruki obruč" (1963.)
- "Arina" (1963.)
- "Vučjak" (1961.)
- "Deveti krug" kao ustaša sa zapregom (1960.)
- "Bakonja fra Brne" (1951.)
- "Lisinski" (1944.)
- "Dvorovi u samoći" (1925.)

## Vanjske poveznice
- Viktor Leljak u internetskoj bazi filmova IMDb-u (engl.)